# امیلیو میرالیا
امیلیو میرالیا (ایتالیایی: Emilio Miraglia؛ ‏ ۱۹۲۴ – ۱۹۸۲) کارگردان فیلم و فیلم‌نامه‌نویس اهل ایتالیا بود.
از فیلم‌هایی که وی در آن‌ها نقش داشته است، می‌توان به قتل‌های هفتگانه بانوی سرخ‌پوش اشاره نمود.